# Ruta Nacional 62 (Argentina)

Mapa del recorrido de la vieja Ruta Nacional 62.

La Ruta Nacional 62 era el nombre que tenía antes de 1980 la carretera de 212 km en la Provincia de Catamarca que une el empalme con la Ruta Nacional 60 17 km al este de Villa Mazán con la ciudad de Belén.

## Historia
El 3 de septiembre de 1935 la Dirección Nacional de Vialidad difundió su primer esquema de numeración de rutas nacionales. Al camino entre Santiago del Estero, pasando por San Fernando del Valle de Catamarca, hasta Belén (Catamarca), le correspondió la designación Ruta Nacional 64.
En 1943 el ente vial nacional decidió hacer un cambio parcial a la numeración de las rutas nacionales, por lo que el tramo entre San Fernando del Valle de Catamarca y Belén cambió su denominación a Ruta Nacional 62.
El 21 de agosto de 1972 la Dirección Nacional de Vialidad y su par catamarqueña firmaron un convenio por el que intercambiaron los recorridos de la Ruta Nacional 62 y la Ruta Provincial 1. Este convenio fue refrendado por Ley Provincial 2505. De esta manera, la nueva traza de la Ruta 62 comenzaba en la Ruta Nacional 60 hacia el norte hasta Andalgalá bordeando la Sierra de Ambato que se encuentra al oriente de la ruta, y luego hacia el oeste pasando por la cuesta de Belén hasta Belén. El tramo entre Andalgalá y Buena Vista no pasó a jurisdicción provincial sino que se integró a la Ruta Nacional 65.
Mediante el Decreto Nacional 1595 del año 1979 la jurisdicción de este camino pasó a la Provincia de Catamarca. Actualmente es la Ruta Provincial 46.

## Localidades
Las ciudades y pueblos por los que pasaba esta ruta antes de la transferencia a jurisdicción provincial eran los siguientes (los pueblos con menos de 5.000 hab. figuran en itálica).

### Provincia de Catamarca
Recorrido: 212 km (km 1317-1589)
- Departamento Pomán: acceso a Pomán (km 1353), El Pajonal (km 1354), Siján (km 1365), Saujil (km 1376), San Miguel (km 1381) y Colpes (km 1390).
- Departamento Andalgalá: Andalgalá (km 1445).
- Departamento Belén: Belén (km 1589).